# Гренланд: Последње уточиште
Гренланд: Последње уточиште (енгл. Greenland) амерички је филм катастрофе из 2020. године у режији Рика Романа Вoa. Сценарио потписује Крис Спарлинг, док су продуценти филма Џерард Батлер, Базил Иваник, Себастијен Рејбаунд и Алан Сиџел.  Музику је компоновао Дејвид Бакли.
Насловну улогу тумачи Џерард Батлер као породични човек Џон Герити, док су у осталим улогама Морина Бакарин, Роџер Дејл Флојд, Скот Глен, Дејвид Денмен и Хоуп Дејвис. Светска премијера филма је била одржана 18. децембра 2020. у Сједињеним Америчким Државама.
Буџет филма је износио 35 000 000 долара, а зарада од филма је 47 800 000 долара.

## Радња
Научници откривају да ће у Земљу ударити метеор и да ће то довести до апокалипсе и изумирања човечанства; једина нада за опстанак је склониште у бункерима на Гренланду. Филм прати покушај главних јунака да стигну до одредишта на Гренланду.

## Улоге
| Глумац           | Улога         |
| ---------------- | ------------- |
| Џерард Батлер    | Џон Герити    |
| Морина Бакарин   | Алисон Герити |
| Роџер Дејл Флојд | Нејтан Герити |
| Скот Глен        | Дејл          |
| Дејвид Денмен    | Ралф Венто    |
| Хоуп Дејвис      | Џуди Венто    |